# Андреевцы (Брестская область)

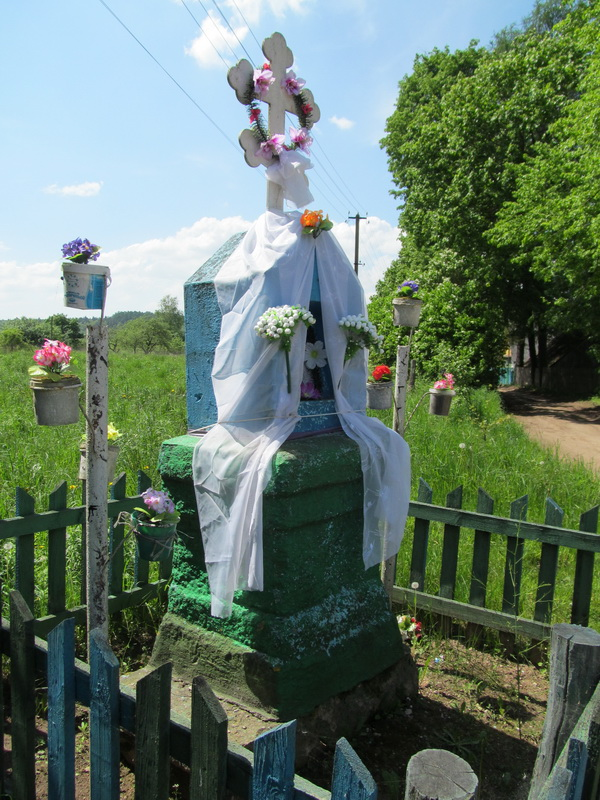
Часовня (1935 год)

Андре́евцы (бел. Андрэеўцы) — деревня в Барановичском районе Брестской области Беларуси, в составе Молчадского сельсовета. Население — 17 человек (2019).

## География
Андреевцы находятся на левом берегу реки Своротва (бассейн Немана) на расстоянии 31 км (40,5 км по автодорогам) к северо-западу от центра города Барановичи, в 6,5 км (8 км по автодорогам) к северо-востоку от центра сельсовета, деревни Молчадь. Выше по течению реки располагается деревня Большая Своротва, ниже — Малая Своротва. В 3 км к северу от деревни проходит граница с Гродненской областью. Деревня связана с окрестными населёнными пунктами местными дорогами, ближайшая железнодорожная станция расположена в деревне Молчадь (линия Барановичи — Лида). В деревне находится конечная остановка автобуса №200 «Барановичи — Андреевцы».

## История
В 1880 году отмечено как селение близ дороги Щорсы—Любча. В 1909 году — деревня Почаповской волости Новогрудского уезда Минской губернии, 32 двора.
После Рижского мирного договора 1921 года — в составе гмины Почапово Новогрудского повета Новогрудского воеводства Польши. По переписи 1921 года в ней числилось 21 жилое здание, в котором проживало 143 человека (64 мужчины, 79 женщин), из них 142 записаны поляками, 1 — белорусом (по вероисповеданию — все православные).
С 1939 года — в составе БССР, с конца июня 1941 года до 8 июля 1944 года оккупирована немецко-фашистскими войсками. На фронтах войны погибло 7 односельчан.
В 1940–62 годах — в Городищенском районе Барановичской, с 1954 года Брестской области. Затем передана Барановичскому району.

## Население
На 1 января 2021 года в деревне было зарегистрировано 22 жителя в 16 домохозяйствах, из них 1 ребёнок, 8 в трудоспособном возрасте и 13 старше трудоспособного возраста.
| Численность населения (по переписи) | Численность населения (по переписи) | Численность населения (по переписи) | Численность населения (по переписи) | Численность населения (по переписи) | Численность населения (по переписи) | Численность населения (по переписи) |
| 1909                                | 1921                                | 1959                                | 1970                                | 1999                                | 2009                                | 2019                                |
| ----------------------------------- | ----------------------------------- | ----------------------------------- | ----------------------------------- | ----------------------------------- | ----------------------------------- | ----------------------------------- |
| 286                                 | ↘143                                | ↗264                                | ↘195                                | ↘91                                 | ↘35                                 | ↘17                                 |

## Инфраструктура
До недавнего времени действовали магазин и ферма КРС.

## Достопримечательности
- Придорожная часовня (1935 год). Построена в период нахождения деревни в межвоенной Польше.